# Османов, Рза Фикрет оглы
Рза Фикрет оглы Османов (азерб. Rza Fikrət oğlu Osmanov; 26 ноября 1983) — азербайджанский легкоатлет-паралимпиец, выступающий в категории инвалидности T12. Бронзовый призёр летних Паралимпийских игр 2008 года в беге на 400 м и летних Паралимпийских игр 2012 года в эстафете 4×100 метров. Чемпион Европы 2012 в эстафете 4×100 метров. Бронзовый призёр чемпионата мира 2013 года в прыжках в длину (категория T12)
Бронзовый призер Мировые игры 2011 в беге на 400 метров (Анталия, Турция)
Бронзовый призер Мировые игры в беге на 200 метров (Анталия, Турция)
Серебряный призер Мировые Игры в эстафете 4х100 метров ( Сеул, Южная Корея)
В 2011 году за заслуги в развитии паралимпийского движения в Азербайджане распоряжением президента Азербайджана был награждён медалью «Прогресс».
14 сентября 2012 года Рза Османов распоряжением президента Азербайджанской Республики был награждён «Почётным дипломом Президента Азербайджанской Республики».